# 강원 고성군의 농어촌버스
강원 고성군의 농어촌버스는 강원특별자치도 고성군의 버스를 중심으로 운행하는 대중교통 수단이다. 동해상사고속이 주로 운행하며, 인접 도시인 속초시 방면으로도 많이 운행하고 있다.

## 운임
2023.1.1일 기준 요금이다.
| 종류 | 나이                    | 현금 (원) | 카드 (원) |
| ---- | ----------------------- | --------- | --------- |
| 일반 | 어른 (만 19세 이상)     | 1,700     | 1,530     |
| 일반 | 청소년 (만 13세 ~ 18세) | 1,360     | 1,230     |
| 일반 | 어린이 (만 7세 ~ 12세)  | 850       | 770       |

- 2012년 10월 1일부터 교통카드를 이용해 버스를 승차할 수 있다.[2] 캐시비 계열 교통카드만 사용 가능하며, 그 밖에 KB국민카드, BC카드, 신한카드 등의 후불 교통카드도 사용할 수 있다. 티머니는 2016년 1월 30일부터 사용 가능하다.[3]
- 2022.1.1일 단일화 이전에는 8km까지 기본요금이며 이후 초과하는 거리는 1 km 당 116.14원의 추가요금이 붙었다. 따라서 성인 기준으로 속초-대진 5480원(카드 4930원), 간성-대진 2010원(카드 1810원), 간성-진부령 3130원(카드 2820원), 속초-간성 3430원(카드 3090원)이 각각 부과되었으나 요금 단일화 이후 전부 기본요금만 받는다

## 운행 노선

### 농어촌버스
- 1번, 1-1번: 대진 ~ 거진 ~ 간성 ~ 속초
- 13번: 속초(대포) ~ 세화
- 15번: 속초(대포) ~ 인흥
- 16번: 속초(대포) ~ 성대리
- 18번: 속초(대포) ~ 도원1리
- 19번: 속초(조양) ~ 아야진·경동대
- 22번: 속초(대포) ~ 구성리
- 간성 ~ 장신리
- 간성 ~ 동호리
- 간성 ~ 석문
- 간성 ~ 어천
- 간성 ~ 해상
- 간성 ~ 탑동
- 간성 ~ 흘리(진부령)
- 거진 ~ 산북
- 대진 ~ 마달리
- 마차진 ~ 배봉리
- 속초(대포) ~ 도원3리
- 속초(대포) ~ 대진 ~ 명파리

### 속초시 차적버스
* 3-1번: 속초(장사동) ~ 속초시청 ~ 원암리, 델피노리조트